# Леоновский сельсовет (Балашихинский район)
Леоновский сельсовет — упразднённая административно-территориальная единица, существовавшая на территории Московской губернии и Московской области в 1926—1954 годах.
Леоновский сельсовет был образован в 1926 году в составе Разинской волости Московского уезда Московской губернии.
По данным 1926 года в состав сельсовета входили село Леоново и деревня Акатово.
12 июля 1929 года Леоновский с/с был отнесён к Реутовскому району Московского округа Московской области. При этом к нему были присоединены Николаевский и Пехра-Яковлевский с/с.
23 июля 1930 года Московский округ был упразднён и Реутовский район перешёл в прямое подчинение Московской области.
19 мая 1941 года Реутовский район был переименован в Балашихинский.
1 апреля 1954 года из Леоновского с/с в подчинение городу Балашиха был передан посёлок пушно-мехового института.
14 июня 1954 года Леоновский с/с был упразднён. При этом его территория была передана в Новский с/с.